# Kenianische Unihockeynationalmannschaft
Die kenianische Unihockeynationalmannschaft repräsentiert Kenia bei Länderspielen und internationalen Turnieren in der Sportart Unihockey.

## Geschichte
Die kenianische Unihockeynationalmannschaft bestritt am 23. September 2017 gegen die Nationalmannschaft Ugandas das erste Länderspiel.